# Yangiobod
Yangiobod – miasto w Uzbekistanie, w wilajecie taszkenckim. W 2004 r. miasto to zamieszkiwało 9 000 osób.